# Ferrovia L'Aquila-Capitignano
La ferrovia L'Aquila-Capitignano è stata una linea ferroviaria a scartamento ordinario e binario unico che collegava la stazione ferroviaria dell'Aquila SIA (posta a nord-ovest di quella FS ubicata lungo la ferrovia Terni-Sulmona) con la stazione di Capitignano (posta a sud dell'omonimo paese). 
L'esercizio venne svolto sempre con locomotive a vapore appositamente costruite per la SIA.

## Storia

### Situazione alla fine dell'Ottocento

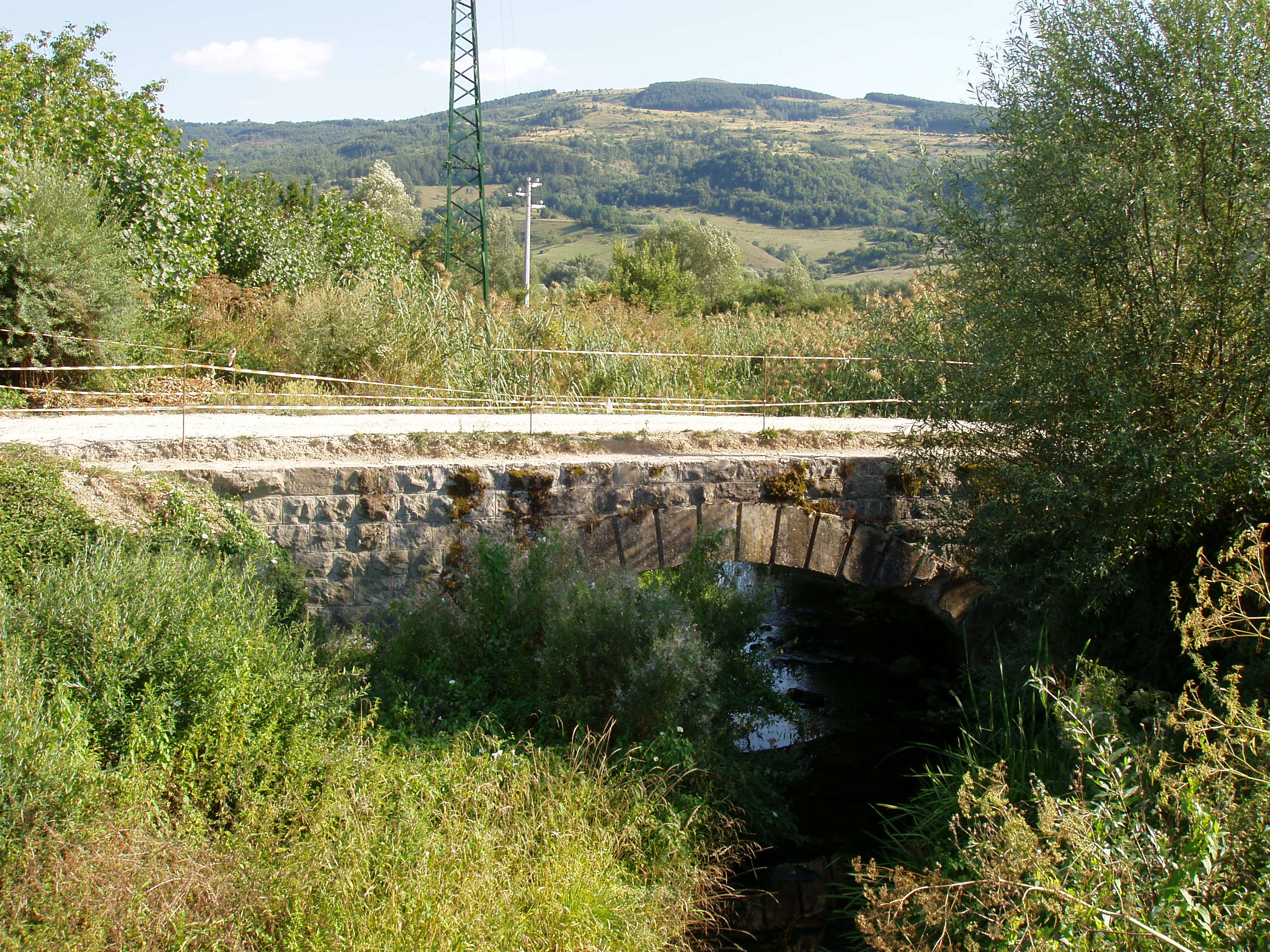
Un ponticello della ferrovia dismessa L'Aquila-Capitignano

La prima ferrovia a raggiungere il capoluogo abruzzese fu la linea Pescara-Sulmona-Terni che, da quest'ultima località, permetteva il proseguimento in direzione di Roma o Ancona. Nell'autunno del 1873 i binari provenienti da Pescara raggiunsero Sulmona e il 10 maggio 1875 si attestarono all'Aquila. Per il completamento del collegamento verso Terni si dovettero attendere altri otto anni fino al 28 ottobre 1883.
L'attraversamento dello spartiacque appenninico tra Roma e Pescara imponeva tuttavia un lunghissimo percorso di quasi 350 km attraverso Orte, Terni (con inversione del senso di marcia), L'Aquila, Sulmona e Pescara (percorrendo un itinerario che rimase per alcuni anni uno dei più importanti dell'Italia centrale). Allo scopo di eliminare la lunga "ansa dell'Aquila", venne progettata una linea diretta Roma-Sulmona (via Tivoli e Avezzano) che venne completata il 28 luglio 1888.

### Progetti per il raggiungimento di Roma e Teramo
Il capoluogo abruzzese si ritrovò quindi improvvisamente tagliato fuori dalle maggiori direttrici nazionali per cui si fece promotore di una nuova linea ferroviaria che staccandosi dalla stazione di Carsoli (sulla sezione tra Roma e Avezzano della linea per Sulmona) si dirigesse verso L'Aquila e da qui verso il Gran Sasso e Teramo dove si sarebbe allacciata alla Ferrovia Giulianova-Teramo già in esercizio dal 15 luglio 1884.
Questa nuova linea sarebbe dovuta penetrare nella stazione dell'Aquila provenendo da sud rispetto a quella da e per Sulmona e quindi uscire in direzione del valico e di Teramo a nord della sezione da e per Rieti della ferrovia Terni-Sulmona. Nonostante questo itinerario (che oltre L'Aquila risaliva la valle dell'Aterno fino a Capitignano per poi ridiscendere verso Teramo toccando Fano Adriano e Montorio al Vomano) risultasse più lungo di quello diretto via Paganica-Assergi-Isola del Gran Sasso-Teramo, venne preferito per vari motivi:
- evitava l'inversione di marcia all'Aquila per i treni da e per Teramo;
- evitava gli inconvenienti legati alla realizzazione di un traforo lungo quasi 10 km sotto il Gran Sasso (tecnologicamente "difficile" e costoso per quei tempi);
- permetteva di garantire un discreto traffico merci tra le miniere di Campotosto (raccordate poi grazie ad una teleferica con la stazione di Capitignano) e il capoluogo abruzzese.

Di questo ambizioso progetto venne effettivamente realizzata solo la sezione di circa 33 km tra L'Aquila e Capitignano.

### Realizzazione (1922) e sospensione (1935) della ferrovia

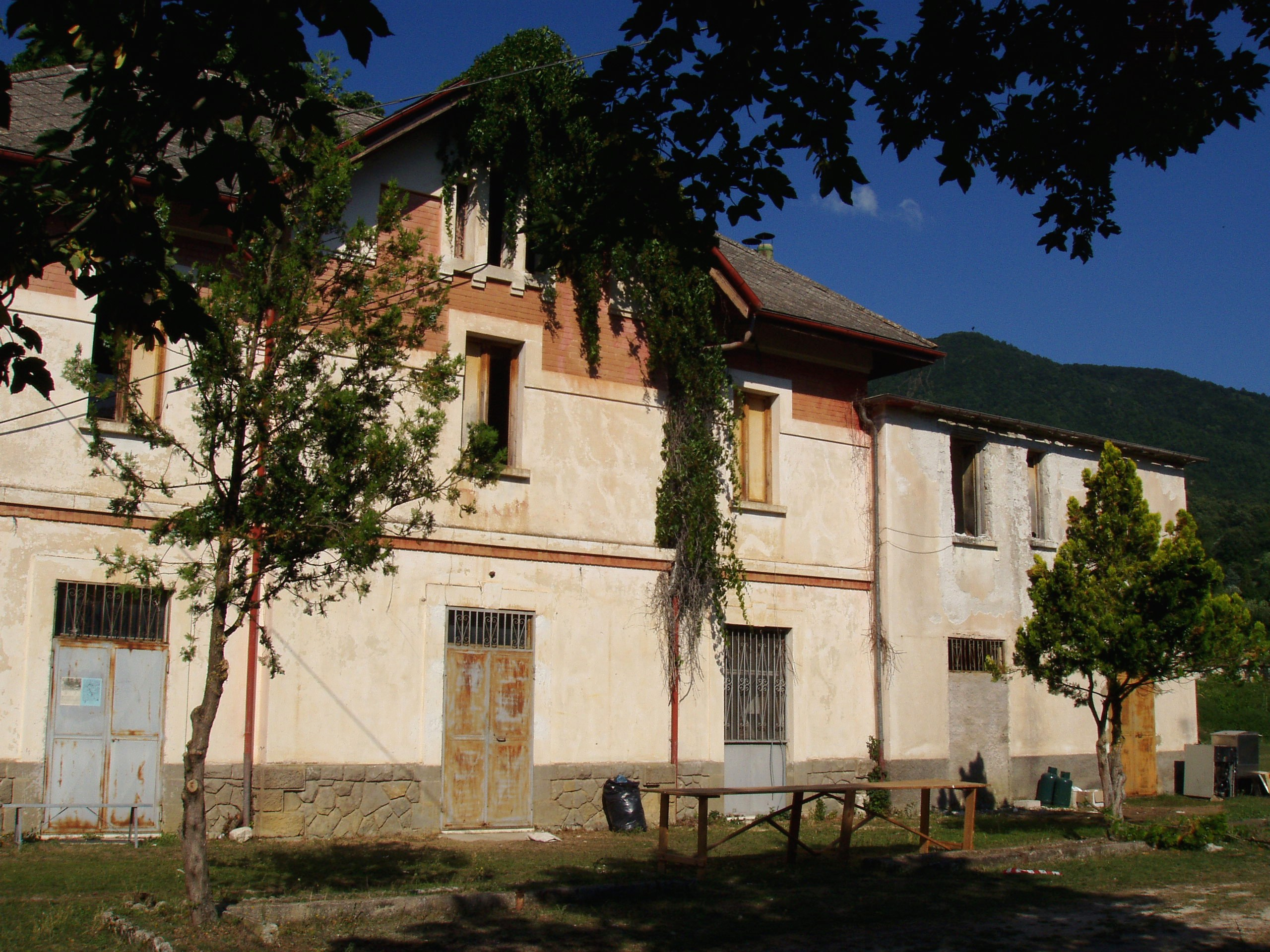
L'ex stazione ferroviaria di Capitignano

Dopo la costituzione nel 1906 della Società Anonima Imprese Industriali Alto Aquilano che aveva come scopo primario il miglioramento delle comunicazioni con i comuni a nord del capoluogo per sfruttare in modo migliore gli imponenti giacimenti di torba di Campotosto, nel 1909 venne pubblicato il primo progetto di una linea Aquila – Capitignano a cura dell'ing. Di Vella. Il progetto fu rivisto dai tecnici della società e presentato dalla stessa al Ministero dei lavori pubblici insieme alla domanda di concessione per la costruzione e l'esercizio della linea il 23 luglio 1910.
Tuttavia si dovette attendere fino al 20 gennaio 1920 perché venisse sottoscritto l'atto di convenzione tra la Società (diventata nel frattempo Società Industriale Aterno) e il Ministero, anche se la Società non si era persa d'animo e qualche mese prima aveva presentato anche il progetto della sezione di 58 km tra Capitignano e Teramo. L'autorizzazione per la costruzione della prima sezione della linea con l'approvazione del progetto esecutivo avvenne con Regio Decreto n. 390 del 7 giugno 1920.
La SIA faceva parte di un gruppo di aziende controllate dalle Strade Ferrate Sovvenzionate, società partecipata dalla milanese L'Ausiliare, concessionaria della Ferrovia Benevento-Cancello, che gestivano anche le ferrovie Massa Marittima-Follonica (FMF) e la Poggibonsi-Colle Val d'Elsa (FPC).
La linea venne costruita e attivata nel 1922 e venne interessata da un buon traffico merci, mentre fu scarso il servizio viaggiatori a motivo della piccolezza dei centri attraversati; la mancanza di prosecuzione su Teramo condannò rapidamente alla chiusura la breve linea che nel 1935 vide la sospensione dell'esercizio. Nel dopoguerra si accesero le speranze di una riapertura, ma la politica del taglio dei rami secchi iniziata negli anni cinquanta ne precluse ogni possibile attuazione.
Alcune locomotive a vapore della SIA furono reimpiegate lungo il raccordo industriale di Terni, esercito dalla STET, la cui proprietà era collegata con quella della società aquilana, assieme alla tranvia Terni-Ferentillo.

## Percorso
| Unknown route-map component "CONTgq" | Transverse track | Unknown route-map component "STR+r" |

|  | Unknown route-map component "exKBHFa" | Station on track |

|  | Unknown route-map component "exKRWg+l" | Unknown route-map component "eKRWgr" |

|  | Unknown route-map component "exSTR" | Unknown route-map component "CONTl+g" |

| Unknown route-map component "exHST" |

| Unknown route-map component "exHST" |

| Unknown route-map component "exBHF" |

| Unknown route-map component "exBHF" |

| Unknown route-map component "exHST" |

| Unknown route-map component "exHST" |

| Unknown route-map component "exBHF" |

| Unknown route-map component "exBHF" |

| Unknown route-map component "exBHF" |

| Unknown route-map component "exLCONTf" |

La linea, a semplice binario, si svolgeva in costante ascesa dai 630 m s.l.m. della stazione SIA dell'Aquila fino agli 870 m di Capitignano senza tuttavia superare la pendenza del 25 per mille e mantenendo raggi di curvatura di non meno di 300 m.